# Vita Styopina
Viktoriya Ivanivna Styopina (transliteração em ucraniano: Вікторія Іванівна Стьопіна, Zaporíjia, 21 de fevereiro de 1976) mais conhecida como Vita Styopina é uma atleta do salto em altura ucraniana. Representou a Ucrânia em quatro edições dos Jogos Olímpicos: 1996, 2004, 2008 e 2012.

## Biografias
Viktoriya Ivanivna Styopina nasceu no ano de 1976, na cidade de Zaporíjia, situada no Oblast de Zaporíjia, no contexto da República Socialista Soviética da Ucrânia, período em que o país ucraniano integrou a União Soviética.
Iniciou seu contato com o atletismo ao treinar no centro de treinamento da Nikolayev University, localizado em Mykolaiv. Fez sua estreia internacional como representante da Ucrânia no Campeonato Europeu Júnior de Atletismo de 1993, realizado em San Sebastián na Espanha. Na ocasião, alcançou o décimo terceiro lugar após superar a barreira de 1.78m.
Integrou a equipe ucraniana que participou dos Jogos Olímpicos de Verão de 1996, realizados em Atlanta nos Estados Unidos. Na edição alcançou o décimo nono lugar nas qualificações, não avançando para a final. Ao superar a barreira de 1.85m, terminou empatada com a britânica Debbie Marti, a russa Yuliya Lyakhova e a suíça Sieglinde Cadusch.
Styopina não participou dos Jogos Olímpicos de Verão de 2000, realizados na Austrália. Na edição seguinte, realizado em 2004 em Atenas na Grécia, a atleta participou novamente da seleção ucraniana. Na edição, conquistou a medalha de bronze para a Ucrânia, após superar os 2.02m de altura no salto. Na edição, foi superada apenas pela sul-africana Hestrie Cloete e a russa Yelena Slesarenko.
No ano de 2008, participou de sua terceira olimpíada. Na edição realizada na China, a atleta novamente integrou o time ucraniano. Na edição, conquistou o nono lugar, após superar o 1.93m, empatando com a checa Iva Straková. Na fase qualificatória, alcançou o primeiro lugar, porém, na fase final foi superada por outras atletas.
Nos Jogos Olímpicos de Verão de 2012, realizado em Londres na Inglaterra, Styopina  participou de sua quarta edição olímpica. Apesar de superar 1.90m no salto, nas qualificatórias o resultado não foi suficiente para ultrapassar para a fase final. Com o resultado conquistou o décimo quarto lugar, dividindo a colocação com a estoniana Anna Iljuštšenko.
No ano de 2016, a atleta fez sua última competição ao participar do Kirovograd Ukraine Cup, realizado em Kirovogrado, onde alcançou o terceiro lugar ao ultrapassar a altura de 1.83m.